# Podkupientyn
Podkupientyn – kolonia w Polsce położona w województwie mazowieckim, w powiecie sokołowskim, w gminie Sokołów Podlaski.
W latach 1934-59 w granicach Sokołowa Podlaskiego.
1 lipca 1987 część wsi Podkupientyn (33,61 ha) włączono z powrotem do Sokołowa Podlaskiego.
W latach 1975–1998 miejscowość administracyjnie należała do województwa siedleckiego.
Wierni kościoła rzymskokatolickiego należą do parafii Niepokalanego Serca Najświętszej Maryi Panny w Sokołowie Podlaskim.